# Отвоцьк-Малий
Отвоцьк-Малий (пол. Otwock Mały) — село в Польщі, у гміні Карчев Отвоцького повіту Мазовецького воєводства.
Населення — 476 осіб (2011).
У 1975-1998 роках село належало до Варшавського воєводства.

## Демографія
Демографічна структура станом на 31 березня 2011 року:
|          | Загалом | Допрацездатний вік | Працездатний вік | Постпрацездатний вік |
| -------- | ------- | ------------------ | ---------------- | -------------------- |
| Чоловіки | 236     | 58                 | 158              | 20                   |
| Жінки    | 240     | 55                 | 139              | 46                   |
| Разом    | 476     | 113                | 297              | 66                   |